# Carl August Erler
Carl August Erler (* 24. Juli 1820 in Dresden; † 10. Februar 1889 ebenda) war ein deutscher Mathematiker. Er war zwischen 1865 und 1887 ordentlicher Professor für Darstellende Geometrie an der Polytechnischen Schule/Polytechnikum Dresden.

## Leben
Erler nahm 1836 ein Studium der Mathematik und des Bauwesens an der Technischen Bildungsanstalt auf und wurde dort 1840 Assistent und Lehrer für Projektionslehre, Darstellende Geometrie und Maschinenzeichnen. 1853 übernahm er zugleich den Posten des Lehrers für Projektion und Perspektive an der Baugewerkenschule Dresden und war ab 1862 Lehrer für Projektionslehre, Perspektive und Feldmessen an der Polytechnischen Schule Dresden.
1865 wurde Erler zum ordentlichen Professor für Darstellende Geometrie an der Polytechnischen Schule/Polytechnikum Dresden ernannt. Diesen Posten hatte er bis 1887 inne.
Carl August Erler starb am 10. Februar 1889 in seiner Geburtsstadt Dresden.

## Schriften
- Die Elemente der Kegelschnitte in synthetischer Behandlung, 3. Auflage, 1887.